# Мужская сборная Мальдив по баскетболу 3×3
Мужская сборная Мальдив по баскетболу 3×3 представляет Мальдивы на международных соревнованиях по баскетболу 3×3. Управляющим органом является Баскетбольная ассоциация Мальдив (англ. Maldives Basketball Association).
По состоянию на 1 сентября 2024, мужская сборная Мальдив по баскетболу 3×3 занимает 101-е место в мировом рейтинге ФИБА мужских сборных по баскетболу 3×3.

## Результаты выступлений
| Турнир                      | Золото | Серебро | Бронза | Всего |
| --------------------------- | ------ | ------- | ------ | ----- |
| Азиатские игры              | —      | —       | —      | —     |
| Игры исламской солидарности | —      | —       | —      | —     |
| Итого                       | —      | —       | —      | —     |

### Азиатские игры
| Год          | Место                              | Игры                               | Победы                             | Поражения                          | Состав команды                                                                         |
| ------------ | ---------------------------------- | ---------------------------------- | ---------------------------------- | ---------------------------------- | -------------------------------------------------------------------------------------- |
| 2018         | участвовали, но дисквалифицированы | участвовали, но дисквалифицированы | участвовали, но дисквалифицированы | участвовали, но дисквалифицированы | участвовали, но дисквалифицированы                                                     |
| Ханчжоу 2022 | 19                                 | 4                                  | 0                                  | 4                                  | Zaidhan Athif Shakoor, Aik Neesham Mohamed, Rishwan Mohamed, Ali Jaasim Abdulla Haneef |

### Игры исламской солидарности
| Год        | Место          | Игры           | Победы         | Поражения      | Состав команды                                                                    |
| ---------- | -------------- | -------------- | -------------- | -------------- | --------------------------------------------------------------------------------- |
| 2018       | не участвовали | не участвовали | не участвовали | не участвовали | не участвовали                                                                    |
| Конья 2021 | 17             | 4              | 0              | 4              | Mohamed Rishwan, Abdulla Amzar Mohamed, Ismail Vildhan Yoosuf, Ahmed Ali Musthafa |